# Badgrottan

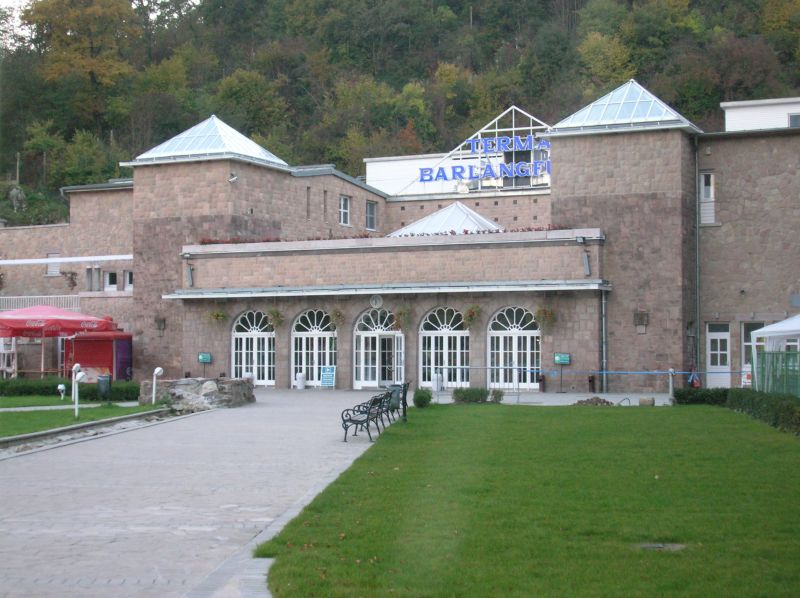
Ingången till Badgrottan.

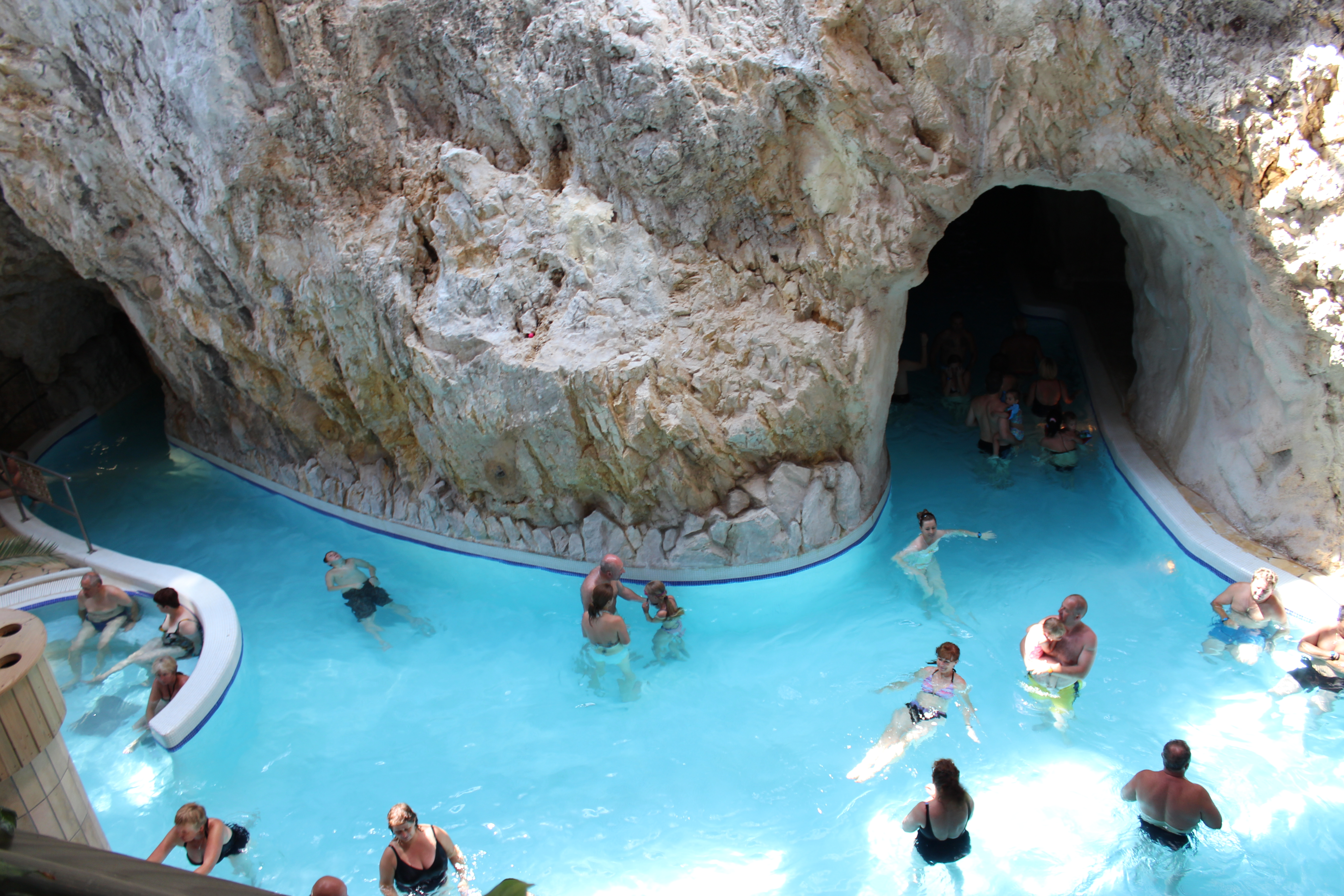
Själva badgrottan.

Badgrottan (ungerska: Barlangfürdő) är en varm källa i en naturlig grotta i Miskolctapolca (Tapolca), en stadsdel i Miskolc i Ungern. Badgrottan är unik i Europa.

## Beskrivning
Det varma vattnet (30 °C) är känt för att läka smärta i lederna, och då det dessutom har en lägre salthalt än vanligt varmvatten (omkring 1000 milliliter per liter) kan man bada längre. Badhuset har öppet året runt.

## Historik

### Bakgrund
Grottan med det varma vattnet har varit känd sedan antiken, men Tapolca började bli en populär badplats efter Osmanska rikets ockupation av Ungern (1500- och 1600-talet). Under den tiden tillhörde området den grekisk-ortodoxa kyrkan i Görömböly och att starta en badplats här var en idé av en abbot år 1711. Han skaffade även fram doktorer från Košice som skulle undersöka hur människokroppen reagerade på vattnet. År 1723 byggdes tre bassänger och ett värdshus.
Grottan själv användes inte ännu, och bassängerna låg utomhus. Vattnet var kallare än idag, eftersom även kallt vatten från Tapolca (som idag spelar en viktig roll i Miskolcs dricksvatten) användes. Efter en kort period av popularitet under mitten av 1700-talet blev badet försummat, och under 1800-talet låg byggnaderna i ruiner.

### Återuppbyggnad och utvidgning
År 1837 lät en abbot från Görömböly återuppbygga badhuset, vilket dessutom utvidgades i samband med detta. Han anlade också den första inomhusbassängen (inte heller den inuti själva grottan) och den användes bara av förmögna gäster.
Under det tidiga 1900-talet köpte den växande staden Miskolc området av den grekisk-ortodoxa kyrkan, inte bara på grund av det varma vattnet, utan även på grund av dricksvattnet.

### Senare år
De följande åren blev nya bad öppnade. År 1934 blev Tapolca officiellt erkänd som en badort. År 1939 påbörjades konstruktionen av det nya badhuset. Under konstruktionen hittades flera arkeologiska fynd, och även en ny tidigare okänd vattenkälla (med en vattentemperatur på 31,5 °C) upptäcktes. Det tempererade badet öppnades 1941 men själva Badgrottan öppnades först den 14 maj 1959.
Sedan dess har badkomplexet växt ett antal gånger. Utomhusbassängerna och det karaktäristiska, snäckformade taket byggdes år 1969. Under 1980-talet byggdes nya rum och korridorer, och varmare pooler (34 °C och 36 °C) byggdes. Den senaste expansionen av badhuset påbörjades 1998.